# 7,62 × 54 mm R
El 7,62 x 54 R es un cartucho diseñado en 1891 para el fusil Mosin-Nagant.
Posteriormente se usaría en fusiles de francotirador, ametralladoras ligeras, medias, pesadas y de aviación.
Aunque para aquella fecha los cartuchos con pestaña (7,62 x 54 "R") ya eran obsoletos, se tomó en cuenta que era más simple y económico de producir que un cartucho sin pestaña. También el uso de un cartucho sin pestaña hubiese encarecido la producción del fusil, dado que la recámara necesitaría un mecanizado más preciso.

## Historia

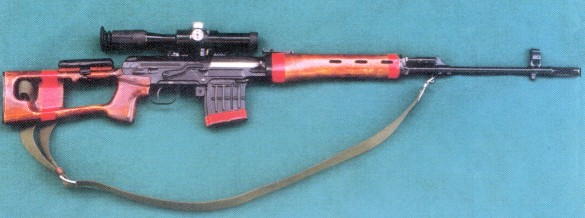
El fusil de francotirador Dragunov es una de las armas que continúan utilizando el cartucho 7,62 x 54 R.

Fue usado por Rusia en la Primera Guerra Mundial, luego en la Revolución Bolchevique, la guerra civil rusa y la Segunda Guerra Mundial

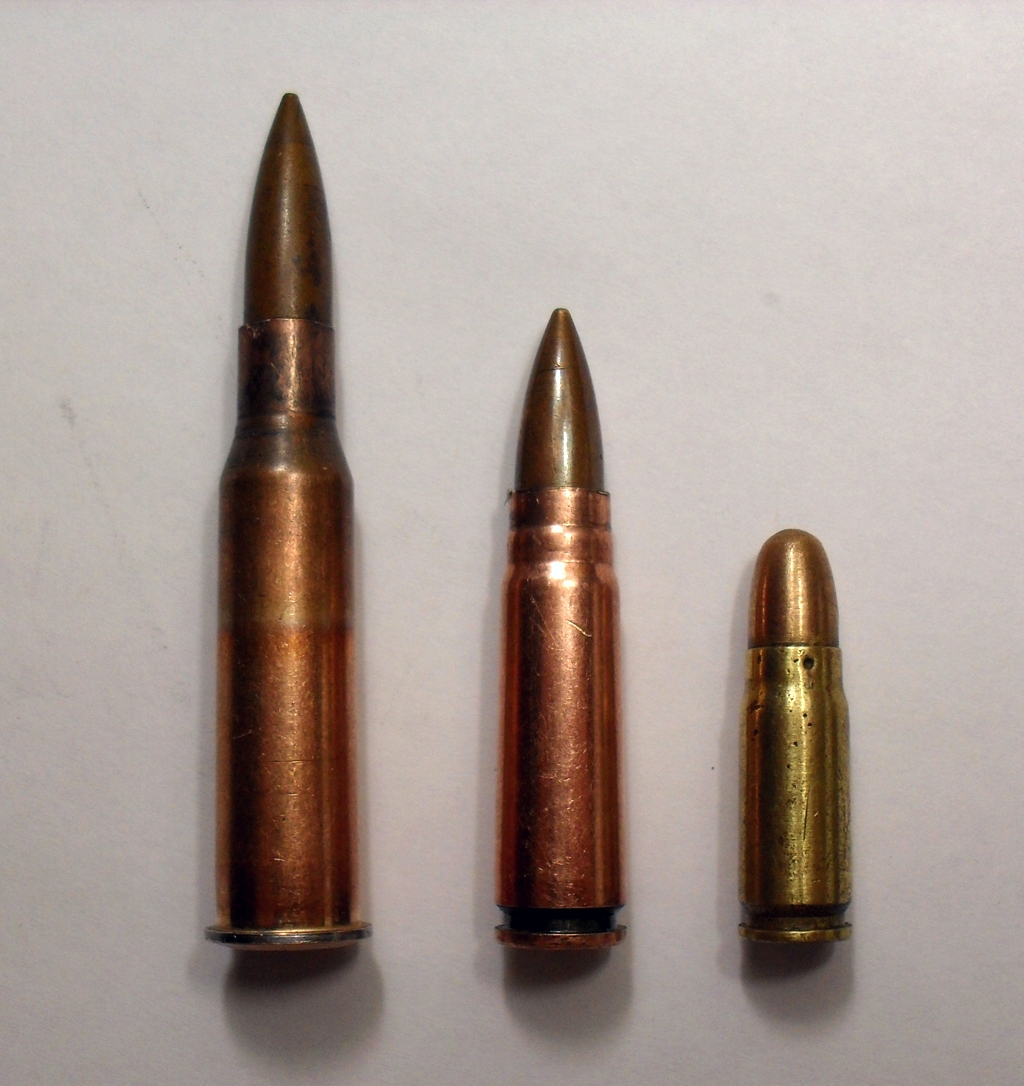
De izquierda a derecha: 7,62 x 54 R, 7,62 x 39 y 7,62 x 25 Tokarev.

También fue usado en la guerra civil española por las tropas republicanas. Unidades capturadas por el ejército nacional fueron usadas posteriormente por el Somatén y para prácticas.
Durante la Guerra Fría, la Unión Soviética proveyó fusiles y ametralladoras que empleaban este cartucho tanto a sus satélites como a movimientos de guerrilla y países simpatizantes. También fue usado en la guerra de Corea y la guerra de Vietnam.
A pesar de su diseño obsoleto es usado para cacería, en el fusil de precisión Dragunov y la ametralladora PKM.

## Prestaciones
El 7,62 x 54 R es de prestaciones similares a otros de la época, como el .303 británico, el 7,92 x 57 alemán, o el .30-06 Springfield estadounidense (este último hoy muy popular para la caza mayor). Se trata de cartuchos potentes y de largo alcance, que permiten disparar de forma precisa a más de 600 m, y bastante letales en las distancias habituales de combate. De ahí que aún se use en fusiles de francotirador y caza, así como en ametralladoras medias. Pero, obviamente, tiene un retroceso considerable, sensible especialmente al disparar en modo automático, motivo por el cual fue reemplazado por el 7,62 x 39 en los fusiles de asalto soviéticos posteriores a la Segunda Guerra Mundial.

## Armas que emplean el 7,62 x 54 R
- Fusil de francotirador Alejandro
- Ametralladora ligera Degtiariov
- Ametralladora ligera Tipo 73
- Ametralladora Tipo 67
- Ametralladora Tipo 80
- Fusil de francotirador Dragunov
- Dragunov SVU
- DS-39
- Glagolev-Shipunov-Gryazev GShG-7,62
- Lahti-Saloranta M/26
- Maxim M1910
- Maxim-Tokarev
- Mosin-Nagant
- PKM
- Fusil de francotirador PSL
- PV-1
- SGM
- ShKAS
- SVT-40
- Winchester Modelo 1895
- Zastava M91